# Surfin' Safari (singolo)
Everybody's learning how

Come on and safari with me»
(Surfin' Safari, The Beach Boys)
Surfin' Safari è un brano musicale del gruppo statunitense The Beach Boys, composto da Brian Wilson e Mike Love, inserito come title track nell'omonimo album del 1962. Fu pubblicato come singolo nel giugno dello stesso anno, con B-side 409, e negli Stati Uniti raggiunse la posizione numero 14 nella classifica Billboard Hot 100.

## Il brano
I Beach Boys registrarono la traccia ai World Pacific Studios l'8 febbraio 1962 nella seconda sessione in studio in assoluto della band. Tuttavia, le registrazioni della seduta rimasero inedite fino alla fine degli anni sessanta. L'unica differenza strumentale tra queste versioni preliminari e quella pubblicata ufficialmente fu la presenza di Al Jardine alla chitarra al posto di David Marks.
La traccia strumentale come anche la linea vocale della versione ufficiale furono incise il 19 aprile 1962. La sessione, prodotta da Brian, vide David Marks e Carl Wilson alle chitarre; Brian Wilson al basso e Dennis Wilson alla batteria. Mike Love, naturalmente, alla voce solista con armonie vocali da parte degli altri. Durante la stessa seduta furono registrate anche le tracce 409, Lonely Sea e Their Hearts Were Full Of Spring.

## Formazione
The Beach Boys
- Brian Wilson - cori; basso
- Dennis Wilson - cori; batteria
- Carl Wilson - cori; chitarra solista
- Mike Love - voce solista e cori
- David Marks - cori; chitarra ritmica

## Cover
- Jan & Dean, con apporto strumentale e vocale non accreditato da parte dei Beach Boys, sull'album del 1963 Jan and Dean Take Linda Surfin'
- The Hot Doggers sull'album Surfin' U.S.A. del 1963
- The Challengers nell'album Surfbeat (1963)
- The Lively Ones nell'album The Great Surf Hits! (1963)
- The Rincon Surfside Band sull'album The Surfing Song Book (1965).
- Alvin and the Chipmunks nello speciale tv del 1990 Rockin' Through the Decades
- The Ramones nel 1993 sull'album Acid Eaters
- Rockapella sull'album Smilin' (2002).